# دانبکوو
دانبکوو (به لهستانی:  Dąbków) یک روستا در لهستان است که در گمینا لوباچوو واقع شده‌است. دانبکوو ۲۷۲ نفر جمعیت دارد.